# Sherry Hormann
Pour les articles homonymes, voir Hormann.
Sherry Hormann, née le 20 avril 1960 à Kingston (État de New York), aux  États-Unis, est une réalisatrice germano-américaine.
Hormann est surtout connue pour ses films Guys and Balls (2004), Fleur du désert (2009) et 3096 (2013).

## Biographie
Hormann naît aux États-Unis, mais déménage en Allemagne en 1966, alors qu'elle était âgée de six ans. Elle fréquente la Hochschule für Fernsehen und Film München (HFF) et travaille principalement dans le cinéma allemand.
D'abord mariée au réalisateur Dominik Graf, elle épouse ensuite, en octobre 2011, le directeur de la photographie Michael Ballhaus, mort en avril 2017.

## Filmographie partielle

### Au cinéma
- 1991 :  Leise Schatten
- 1994 :  Frauen sind was Wunderbares
- 1996 :  Irren ist männlich
- 1998 :  Widows – Erst die Ehe, dann das Vergnügen
- 2004 :  Männer wie wir (en anglais : Guys and Balls)
- 2009 :  Fleur du désert
- 2012 : Anleitung zum Unglücklichsein
- 2013 :  3096
- 2019 :  Nur eine Frau
- En préproduction : My Family and Other Lies

### À la télévision
- 1998 : Denk ich an Deutschland ... – Angst spür’ ich, wo kein Herz ist (épisode d'une série documentaire)
- 2001 : Scheidung auf amerikanisch (en anglais : Private Lies) (téléfilm)
- 2002 : Meine Tochter ist keine Mörderin (en anglais : My Daughter's Tears) (téléfilm)
- 2006 : Helen, Fred und Ted (téléfilm)
- 2006–2007 : Berlin section criminelle (série télévisée)  
  - Am Abgrund (2006)
  - Mördergroupie (2006)
  - Totgeschwiegen (2007)
- 2016 : Tödliche Geheimnisse (téléfilm)